# Калфов, Христо
Христо Димов Калфов (болг. Христо Димов Калфов; 28 октября 1883, Калофер — 1 февраля 1945, София) — болгарский военный и политик, крайне правый националист, антикоммунист. Министр иностранных дел в правительстве Александра Цанкова 1923—1926. Председатель парламента Болгарии в 1941—1944. Расстрелян по приговору Народного суда в 1945. В 1996 реабилитирован.

## Придворный офицер
Окончил Военное училище в Софии и Туринскую военную академию. По военной специальности — артиллерист.
В Первую Балканскую войну Христо Калфов служил офицером для особых поручений при царе Фердинанде I. В бытность Бориса III наследником престола преподавал ему военное дело, с 1918 стал его флигель-адъютантом.
В 1922 уволился из армии в звании полковника.

## Правый политик
Христо Калфов придерживался крайне правых политических взглядов, был сторонником Александра Цанкова. Активно участвовал в июньском перевороте 1923 года и свержении лево-аграристского правительства Александра Стамболийского. В правительстве Цанкова занял пост министра иностранных дел.
19 сентября 1924 Христо Калфов подписал болгаро-греческое соглашение с министром иностранных дел Греции Николаосом Политисом. Соглашение должно было взаимно гарантировать права греческой общины в Болгарии и болгарской в Греции, однако было заблокировано греческим парламентом.
Христо Калфов был одним из лидеров партии Демократический сговор, входил в его правое, «цанковское» крыло. После раскола партии в 1932 вступил в Народное социальное движение (НСД). Однако Калфов разошёлся с Цанковым после государственного переворота 19 мая 1934. В отличие от лидера НСД, Калфов (как и Иван Русев) поддержал правительство Кимона Георгиева. В этом конфликте отразились различия между Цанковым как популистским лидером болгарского фашизма и Калфовым как националистом-консерватором.
В 1936 Калфов пытался организовать Государственную социальную партию консервативно-этатистского толка (близкую к позициям Георгиева), однако проект не получил развития.

## Председатель парламента
В 1941 Христо Калфов был избран председателем Обыкновенного Народного собрания — парламента Болгарии 25-го созыва. Проводил на этом посту курс Бориса III, в том числе в части альянса с нацистской Германией и участия в Берлинском пакте.
9 мая 1941 Калфов возглавил специально учреждённый орган Централна служба за организиране и възстановяване на новите земи — «Центральную службу по организации и восстановлению новых земель» — структуру по обустройству присоединяемых к Болгарии югославских и греческих территорий.

## Арест, суд, казнь
После вступления в Болгарию советских войск и прихода к власти прокоммунистического Отечественного фронта (правительство возглавил Кимон Георгиев) Христо Калфов был арестован. Предстал перед Народным судом, обвинялся во втягивании Болгарии в войну против антигитлеровской коалиции. Приговорён к смертной казни и расстрелян в составе большой группы осуждённых.

## Реабилитация
12 апреля и 26 августа 1996 года Верховный суд Болгарии отменил ряд приговоров Народного суда за отсутствием доказательств вины. Христо Калфов был реабилитирован (наряду с Александром Цанковым, Тодором Кожухаровым, Димитром Пешевым, Иваном Русевым, Сирко Станчевым и рядом других антикоммунистических политиков).